# Abattoir de Cuiseaux
L'abattoir de Cuiseaux est un abattoir de bovins exploité par la société Bigard, situé à Cuiseaux, en Bourgogne-Franche-Comté, en France. Aménagé en 1996 et agrandi en 2013-2014, il est l'un des trois abattoirs de grande capacité de sa région. En plus de l'abattage, l'établissement réalise la transformation de la viande bovine, dont le conditionnement sous vide et la production de steaks hachés surgelés.
Au début des années 2020, 350 bovins y sont abattus par jour. Il emploie environ 650 personnes, représentant un poids prépondérant dans la commune de Cuiseaux. Son activité a des incidences notables sur l'environnement, notamment une consommation élevée d'eau potable et des émissions de polluants dans l'eau.
À plusieurs reprises au cours de son histoire, il fait l'objet d'actions revendicatives de la part des syndicats d'éleveurs dans le cadre des négociations commerciales sur le prix de la viande bovine. À partir de la fin des années 2010, il est également contesté par des associations de défense des animaux, et notamment par une enquête de l'association L214 lui reprochant diverses infractions à la réglementation en 2021.

## Construction
La construction d'un abattoir industriel à Cuiseaux est projetée au début des années 1990 par la société Arcadie Industrie, qui possède déjà un abattoir de bovins dans la même commune. Celui-ci représente un chiffre d'affaires de 445 millions de francs, et emploie 200 salariés. En 1991, la société projette d'agrandir et de mettre aux normes son outil industriel, et de créer une unité de transformation de viande fraîche et surgelée, en coopération avec la Socopa, leader du secteur. L'abattoir de bovins, d'une capacité de 25 000 tonnes, serait associé à une usine permettant la transformation de 40 000 tonnes de viande bovine, ce qui permettrait de regrouper l'activité des cinq abattoirs d'Arcadie Industrie. L'investissement est évalué à 125 millions de francs, dont 84 millions de francs pour l'abattoir. Le projet est soutenu par les autorités publiques locales : le conseil général de Saône-et-Loire et le district de Cuiseaux votent la création d'une société d'économie mixte à laquelle elles apporteraient au capital, et le conseil régional de Bourgogne une subvention de 4 millions de francs.
Arcadie Industrie procède à la viabilisation d'un terrain de 10 hectares, pour un montant de 10 millions de francs dont 2 millions de francs financés par le conseil général, mais la construction du nouveau complexe industriel n'est pas commencée. Elle connaît des difficultés économiques, d'une part en raison d'une conjoncture défavorable pour le marché de la viande, d'autre part car elle subit des pertes à la suite de l'incendie de son usine d'Avignon en juillet 1992.
En 1994, l'historique société de Cuiseaux Morey Viandes Porcs, filiale du groupe Reybier, ferme son abattoir porcin de Cuiseaux. Arcadie Industrie rachète le site, voisin de son propre abattoir, ce qui laisse envisager la possibilité d'une restructuration et d'une extension sur site en lieu et place de la construction du nouvel équipement.
À la fin de la même année, Arcadie Industrie est rachetée par la société Bigard, qui reprend ainsi l'abattoir existant de Cuiseaux.
La société Bigard procède à la construction du nouvel abattoir de Cuiseaux en 1996. Situé dans la nouvelle zone d'activités, l'établissement a une capacité de production de 30 000 tonnes de viande par an. Sa construction a représenté un investissement de près de 100 millions de francs. Dans les années 2020, l'entreprise décrit cette réalisation comme « une référence à chaque nouveau projet ».

## Économie

### Années 1990 et 2000
L'abattoir de Cuiseaux entre en service partiellement en 1996, puis en 1997. Sa capacité est alors de 450 à 500 bovins par jour, représentant 150 tonnes de viande. En plus de l'abattage, l'établissement Bigard réalise la transformation de la viande, le conditionnement sous vide et la production de steaks hachés surgelés.
L'abattoir de Cuiseaux connaît une croissance régulière dans les années suivant sa mise en service. En 2006, il a une capacité d'abattage de 2800 bovins par semaine (400 par jour), et emploie 550 salariés, dont 450 permanents, ce qui en fait le premier opérateur dans le quart Sud-Est de la France. Il occupe une place importante pour l'emploi dans la commune de Cuiseaux : en 2007, il représente à lui seul un tiers des emplois de la commune.

### Années 2010
En 2011, la production de l'établissement Bigard s'élève à 140 000 bovins abattus (environ 380 par jour). L'activité de désossage est en hausse, avec 41 000 tonnes de viande produites, tandis que la production de steak haché est en baisse. Il compte environ 650 salariés.
L'année 2012 est moins favorable en raison de la hausse du prix des bovins et de la concurrence sur les prix : le nombre de bovins abattus est en baisse de 200 unités par semaine (environ 30 par jour). L'abattoir de Cuiseaux se situe néanmoins au troisième rang national pour le tonnage de bovins abattus.
Le milieu des années 2010 est émaillé de quelques conflits sociaux. En décembre 2012, une partie des salariés débrayent pour protester contre leurs mauvaises conditions de travail et le licenciement d'un employé. En septembre 2014, la société Bigard est condamnée par le conseil de prud'hommes pour le licenciement abusif d'un autre salarié. En février 2015, une centaine de salariés de l'abattoir de Cuiseaux font grève pour protester contre la décision de leur employeur de limiter la hausse salariale annuelle à 0,9%.
Entre 2013 et 2014, l'entreprise Bigard réalise d'importants travaux d'agrandissement de l'abattoir de Cuiseaux. Une extension de 8 800 mètres carrés est construite, afin de porter le nombre d'emplacements de palettes de 1000 à 4000. Les lignes de production du désossage sont réorganisées pour améliorer le rendement et les conditions de travail. L'opération représente un investissement de 26 millions d'euros. L'établissement emploie 410 salariés, et 600 personnes en incluant les prestataires de service.
L'accroissement des capacités de production traduit la tendance à la concentration du secteur des abattoirs dans les années 2000 et 2010, soulignée par le rapport public annuel de la Cour des comptes de 2020 sur les abattoirs publics. Entre 2005 et 2012, quatre abattoirs ont fermé en région Bourgogne-Franche-Comté, bien que les quantités de bovins abattus soient constantes. L'activité s'est reportée sur les abattoirs les plus importants, dont celui de Cuiseaux.
En 2020, l'établissement Bigard de Cuiseaux compte ainsi parmi les trois abattoirs de grande capacité de la région Bourgogne-Franche-Comté, qui représentent conjointement les trois quarts des tonnages de bovins de la région. Il traite environ 50 000 tonnes équivalent carcasse par an. Les bovins proviennent de plusieurs régions, ce qui traduit la volonté de déploiement national du groupe et l'importance de ses capacités. Le deuxième abattoir le plus important, l'abattoir de Venarey-les-Laumes, appartient également au groupe Bigard.

### Années 2020
En 2022, selon les chiffres rapportés par la députée Cécile Untermaier, l'abattoir de Cuiseaux abat 2 300 bovins par semaine (environ 330 par jour), un chiffre en baisse de 7 % par rapport à 2021. La diminution de la production s'explique par la baisse de la demande de viande, et notamment la moindre consommation de steak haché. Il emploie environ 650 personnes, y compris les prestataires.
La stratégie industrielle de abattoir de Cuiseaux s'inscrit dans celle du groupe Bigard auquel il appartient, qui exploite 60 sites en France avec des spécialisations différentes. L'établissement est spécialisé dans l'abattage de gros bovins : 128 000 bovins sont abattus par an (environ 350 par jour), dont 30 % de vaches laitières, 27 % de jeunes bovins et 43 % de bovins de race à viande. La race charolaise représente environ 30 % d'entre eux. En revanche, il n'abat pas de veaux.
L'abattoir de Cuiseaux assure la première et la deuxième transformation de la viande bovine : il produit 300 tonnes de viande sous forme de carcasse, 250 tonnes de muscles sous vide, et 300 tonnes de steaks hachés surgelés. Le principal débouché commercial est celui des grandes et moyennes surfaces, mais il pose le problème de l'équilibre matière, c'est-à-dire qu'elles n'achètent qu'une partie de la carcasse, les autres morceaux étant peu demandés. Le groupe Bigard cherche donc à partir des années 2010 à augmenter ses ventes en boucherie traditionnelle. L'export représente un tiers des ventes de carcasses, et le commerce hallal est également un débouché significatif. La stratégie commerciale de l'abattoir de Cuiseaux repose ainsi sur trois créneaux principaux : les animaux lourds pour la boucherie traditionnelle, les animaux plus légers pour la grande distribution, et le haut-de-gamme labellisé.
L'établissement Bigard connaît un mouvement de grève de ses salariés en décembre 2020, qui réclament une revalorisation salariale ainsi qu’une amélioration de leurs conditions de travail.

## Incidences sur l'environnement

### Consommation d'eau potable
L'abattoir de Cuiseaux consomme une grande quantité d'eau potable. En 2007, il prélève 250 000 mètres cubes d'eau par an, soit environ 700 mètres cubes par jour, ce qui représente à lui seul le quart de la consommation de l'ancien canton de Cuiseaux.
En 2011, sa consommation s'élève à 270 000 mètres cubes d'eau potable par an, soit le tiers de la consommation de la communauté de communes Cuiseaux Intercom. Cette dernière ne dispose d'aucune installation de production d'eau potable, qui est acheminée depuis le territoire voisin.

### Émissions de polluants dans l'eau
L'abattoir de Cuiseaux génère une importante charge polluante, déversée dans le réseau d'assainissement. En 2010, il est à l'origine de l'essentiel de la pollution du réseau communal d'assainissement. L'autorisation de déversement accordée à l'entreprise est supérieure à la capacité de traitement de la station d'épuration de Cuiseaux. Celle-ci reçoit ainsi en moyenne sur l'année une charge de pollution supérieure à sa capacité, avec 51 % des mesures effectuées représentant une surcharge de pollution. Ces dépassements ont une incidence sur la qualité du traitement, et les eaux rejetées dans le milieu naturel sont de moins bonne qualité.
L'année suivante, la charge polluante déversée par l'établissement Bigard est en forte diminution, ce qui permet un meilleur fonctionnement de la station d'épuration, mais 48 % des mesures montrent un dépassement des seuils.
| Polluant                      | 2004    | 2014      | 2021      |
| ----------------------------- | ------- | --------- | --------- |
| Phosphore total               | 7 500   | 10 600    | 7 920     |
| Azote total                   | 57 000  | 75 400    | 72 500    |
| Carbone organique total       | 330 000 | 401 000   | 341 000   |
| Demande biologique en oxygène | 430 000 | 603 000   | 505 000   |
| Demande chimique en oxygène   | 980 000 | 1 200 000 | 1 020 000 |
| Matières en suspension        | 430 000 | 481 000   | 0         |

### Autres risques industriels
En juin 1997, une fuite d'ammoniac, utilisé comme fluide frigorigène, se produit dans l'unité de surgélation des steaks hachés de l'abattoir de Cuiseaux. 2,2 tonnes d'ammoniac liquide sont répandues, provoquant un nuage toxique pendant près de 24 heures. Le personnel est évacué, un salarié est hospitalisé et 40 riverains sont confinés. L'accident provoque des dégâts matériels estimés à 3,9 millions de francs et les pertes d'exploitation estimées à 0,6 millions de francs. Il s'agit d'un accident industriel de niveau 3 pour les matières dangereuses relâchées, de niveau 2 pour les conséquences humaines et sociales, de niveau inconnu pour les conséquences environnementales, et de niveau 2 pour les conséquences économiques. L'enquête des services du ministère du développement durable conclut à plusieurs irrégularités dans les procédures de sécurité de l'établissement.
En décembre 2012, l'abattoir de Cuiseaux est évacué en raison d'une suspicion de fuite de gaz, qui n'est finalement pas avérée.

### Consommation d'énergie
Selon les propos rapportés par la députée Cécile Untermaier, l'énergie représente en 2022 le deuxième poste de coûts de l'abattoir de Cuiseaux, après l'achat des bovins et avant les charges de personnel. L'entreprise a réduit la consommation de ses installations frigorifiques de 8 % afin de diminuer ses coûts.

## Conflits avec les éleveurs sur les prix
Les relations commerciales entre l'établissement Bigard et les éleveurs de bovins se traduisent par des conflits périodiques portant sur le prix de la viande bovine.
En juillet 1996, la Fédération départementale des syndicats d'exploitants agricoles (FDSEA) organise la mise à sac de l'abattoir de Cuiseaux. Environ 400 représentants de la profession pénètrent par effraction dans l'abattoir pendant la nuit et commettent des dégradations. Ils relâchent 300 bovins dans le village, qui causent des dommages sans gravité, et provoquent un incendie maîtrisé par les pompiers. Les responsables sont reçus par le préfet de Saône-et-Loire qui se déplace à Cuiseaux pour « maintenir le dialogue avec les éleveurs du département ».
En novembre 2010, la Fédération nationale bovine (FNB) organise le blocage de neuf abattoirs de la société Bigard, dont celui de Cuiseaux, pour réclamer l'augmentation du prix de la viande versé aux producteurs. Une soixantaine de personnes empêchent le fonctionnement de l'abattoir. En réponse, le ministre de l'agriculture annonce une réunion de la filière pour demander « un meilleur prix pour les producteurs »,.
En mai 2015, des éleveurs de la FNB des régions Bourgogne, Franche-Comté et Rhône-Alpes bloquent l'abattoir de Cuiseaux pour faire pression sur les négociations sur le prix de la viande organisées sous l'égide du ministère de l'agriculture. Un mois plus tard, la FNB organise une nouvelle action revendicative. 100 à 150 personnes bloquent l'établissement Bigard pendant trois jours. Ils obtiennent une augmentation du prix de la viande et des annulations de cotisations,,.

## Contestation politique
L'abattoir de Cuiseaux est l'objet de contestations politiques de la part d'associations antispécistes et véganes, qui s'opposent à la mise à mort des animaux pour la consommation humaine.
En juin 2015, l'association 269 Life Libération Animale organise un blocage symbolique de l'abattoir dans le but de sensibiliser l'opinion publique à l'exploitation animale. 65 personnes pénètrent dans l'établissement et s'interposent entre la bouverie et le lieu d'abattage, filment leur action pour la diffuser en ligne, et se signalent aux gendarmes. Ces derniers interviennent pour les expulser une heure plus tard. L'entreprise Bigard porte plainte,. En septembre 2017, sept membres de la même association manifestent devant l'abattoir avec des affiches et des bougies. Les deux responsables de 269 Life Libération Animale sont jugés par le tribunal de grande instance de Chalon-sur-Saône en octobre 2017, et condamnés pour violation de domicile et dégradations commises en réunion respectivement à 150 heures de travail d'intérêt général (TIG) et 1000 euros d'amende avec sursis.
En octobre 2021, l'association L214 dénonce la maltraitance des animaux et de nombreuses infractions au sein de l'abattoir de Cuiseaux. Un militant de l'association, recruté comme contrôleur vétérinaire, a filmé les pratiques dont il a été témoin entre février et mai 2021, rendues publiques sous forme d'une vidéo de neuf minutes. L'association reproche à l'établissement Bigard de Cuiseaux :
- l'abattage de vaches gestantes au-delà du huitième mois ;
- la mise à mort des fœtus en vue de collecter leur sang ;
- l'utilisation d'un pic électrique sur les bovins ;
- les mauvais traitements subis par les animaux vivants : enfermement pendant de longues périodes, privation de nourriture et de soins ;
- l'absence d'étourdissement d'urgence dans le cas de l'abattage rituel.

Surtout, l'association L214 critique la carence des services vétérinaires de l'État chargés de contrôler l'activité de l'abattoir. Elle met en évidence l'insuffisance des effectifs de contrôleurs et leur défaut de formation : selon elle, l'équipe chargée de veiller à l'application de la réglementation à l'abattoir de Cuiseaux est passée de 24 à 15 agents, et seuls 1 à 2 % des abattages font l'objet d'un contrôle, alors que celui-ci doit être systématique.
L'enquête de L214 a un fort retentissement médiatique en France. Le ministère de l'agriculture publie un communiqué déclarant que « les images montrent un certain nombre de non-conformités manifestes, [...] et d’autres possibles » et annonce une inspection de l'abattoir de Cuiseaux.